# Palm Bay
Palm Bay és una població dels Estats Units a l'estat de Florida. Segons el cens de l'1 de juliol de 2008 tenia 100.786 habitants.

## Demografia
Segons el cens del 2000, Palm Bay tenia 79.413 habitants, 30.336 habitatges, i 21.781 famílies. La densitat de població era de 481,7 habitants/km².
Dels 30.336 habitatges en un 34% hi vivien nens de menys de 18 anys, en un 55% hi vivien parelles casades, en un 12,2% dones solteres, i en un 28,2% no eren unitats familiars. En el 21,8% dels habitatges hi vivien persones soles el 8,3% de les quals corresponia a persones de 65 anys o més que vivien soles. El nombre mitjà de persones vivint en cada habitatge era de 2,6 i el nombre mitjà de persones que vivien en cada família era de 3,03.
Per edats la població es repartia de la següent manera: un 26,5% tenia menys de 18 anys, un 7,6% entre 18 i 24, un 29,6% entre 25 i 44, un 21,5% de 45 a 60 i un 14,7% 65 anys o més.
L'edat mediana era de 37 anys. Per cada 100 dones de 18 o més anys hi havia 91,4 homes.
La renda mediana per habitatge era de 36.508 $ i la renda mediana per família de 41.636 $. Els homes tenien una renda mediana de 31.060 $ mentre que les dones 22.203 $. La renda per capita de la població era de 16.992 $. Entorn del 7,1% de les famílies i el 9,5% de la població estaven per davall del llindar de pobresa.

## Poblacions més properes
El següent diagrama mostra les poblacions més properes.